# Aurelia Gruber Benco
Aurelia Gruber Benco, geboren Aurelia Benco (Triëst, 22 juni 1905 – Duino, 15 september 1995), was een journaliste en politica in Triëst, in Italië. Na haar huwelijk met Carlo Gruber (1928) droeg ze de naam Gruber in haar naam.

## Levensloop

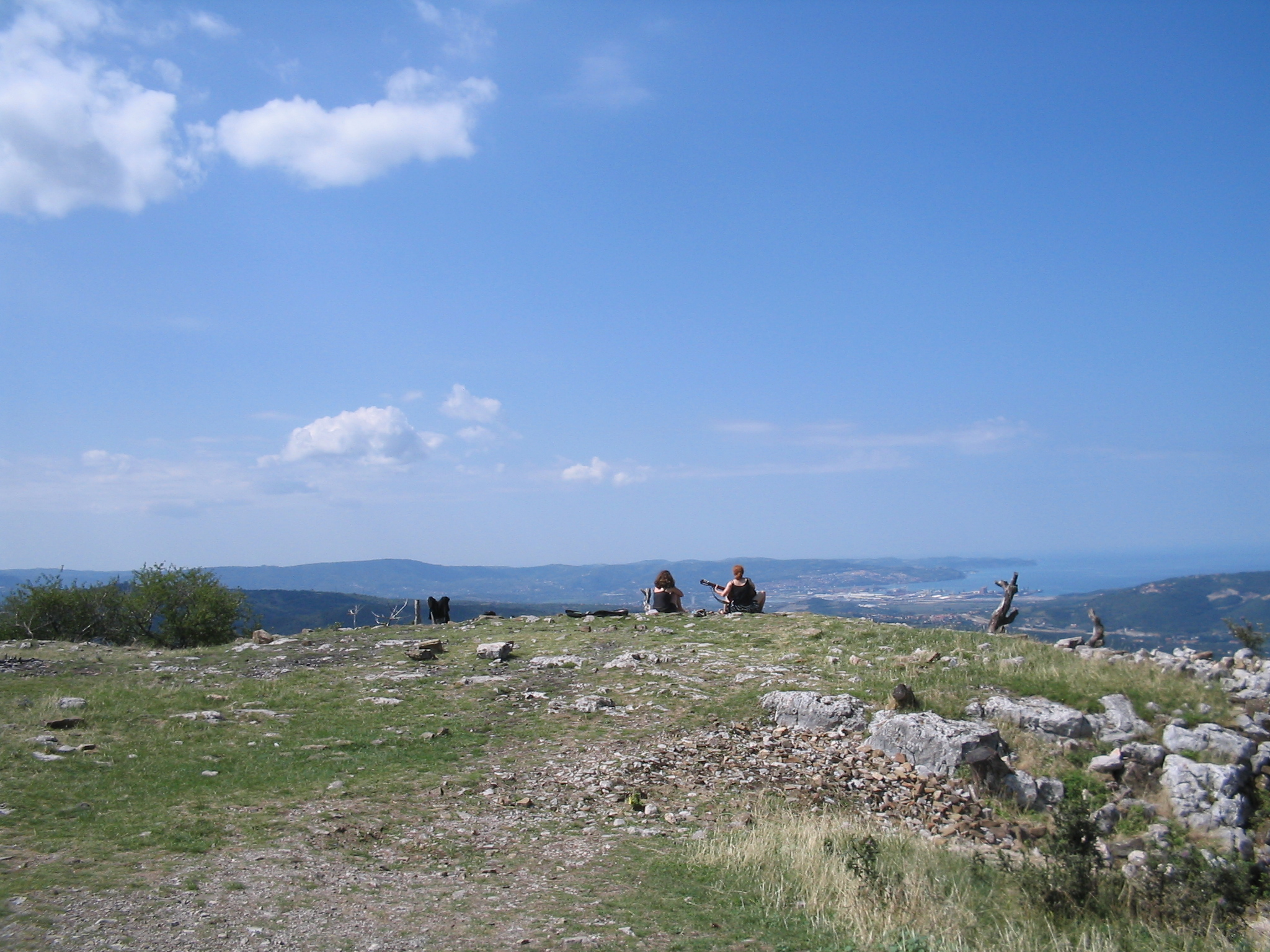
Natuurgebied Karst nabij Triëst, Italië

Benco werd geboren in Triëst, een havenstad en vrije Rijksstad in het keizerrijk Oostenrijk. Haar vader Silvio Benco (1874-1949), was een journalist en bekende activist tegen het Oostenrijks gezag in de stad. Na de Eerste Wereldoorlog ging Triëst over naar het koninkrijk Italië. Reeds op de middelbare school was ze politiek actief: ze was lid van de jeugdafdeling van de Italiaanse communisten. Benco studeerde landbouwwetenschappen aan de hogescholen van Perugia en Bologna. De politie van het fascistisch regime van Mussolini arresteerde haar op de campus wegens subversief gedrag (1927); het lag de jonge communiste moeilijk dat haar vader, een bekend journalist uit Triëst, haar vrij gekregen had. Dat had ze liever zelf verkregen. Na het behalen van haar diploma (1928) bekwaamde ze zich verder in landbouwkunde aan de universiteit van Pisa (1929). In deze periode huwde ze met Carlo Gruber, een medewerker van de conservenfabriek Arrigoni. 
Zij was docente landbouwwetenschappen zowel in Triëst als in Venetië in de jaren 1929-1936.
Tijdens de Tweede Wereldoorlog stapte Benco over van de Communistische naar de Socialistische Partij van Italië PSI; ze nam actief deel aan het Nationaal Bevrijdingscomité. Na de oorlog stierven haar ouders en keerde ze terug naar haar geboortestad Triëst. Ze zetelde in de gemeenteraad van de jaren 1950 tot 1970 voor de PSI. 
Benco was professioneel actief als journaliste. Ze richtte het tijdschrift Umana op in 1951. Dit tijdschrift richtte zich op breed cultureel nieuws.
Na de Verdragen van Osimo (1975) tussen de Republiek Italië en het toenmalige Joegoslavië werd Triëst formeel een Italiaanse stad. Benco sloot zich aan bij het Comité van Tien Burgers in Triëst; het comité bestreed de vredesovereenkomst op een punt: de ontwikkeling van de industriezone Karst. Benco en haar medestanders hadden twee bezwaren: de teloorgang van het natuurgebied Karst op de grens tussen Italië en Joegoslavië, alsook de aantrekking van Sloveense arbeiders die het Italiaans karakter van Triëst zou aantasten. Door haar politiek werk werd Benco verkozen tot volksvertegenwoordiger in Rome (1979-1983). Omwille van een ruzie met de socialistische partij zetelde Benco als onafhankelijke in het parlement; ze behoorde tot de Lista pro Trieste, afgekort LpT. Ze legde zich toe op de transportproblemen in de Commissie voor Transport. De Lista pro Trieste zette haar buiten in 1983 omdat ze in Rome pleitte voor rechten voor de Sloveense minderheid in Triëst. Benco werd niet meer verkozen. 